# Fresneña (kommunhuvudort)
Fresneña är en kommunhuvudort i Spanien.   Den ligger i provinsen Provincia de Burgos och regionen Kastilien och Leon, i den norra delen av landet, 230 km norr om huvudstaden Madrid. Fresneña ligger 853 meter över havet och antalet invånare är 106.
Terrängen runt Fresneña är huvudsakligen kuperad, men åt nordost är den platt. Terrängen runt Fresneña sluttar norrut. Runt Fresneña är det mycket glesbefolkat, med 7 invånare per kvadratkilometer. Närmaste större samhälle är Belorado, 4,7 km väster om Fresneña. I omgivningarna runt Fresneña växer i huvudsak blandskog.